# Doutor Castor
Doutor Castor é uma série documental brasileira produzida pela Globoplay e dirigida por Marco Antônio Araújo lançada no serviço de streaming em 11 de fevereiro de 2021.
A série conta a história de Castor de Andrade, importante cartola, bicheiro e patrono de escola de samba carioca que teve uma vida marcada por excessos e inúmeros crimes e contravenções.

## Enredo
Dirigida por Marco Antônio Araújo, a série divide-se em quatro episódios numa média de cinquenta minutos. Retratada com imagens de arquivo e uma série de entrevistas com personalidades, jogadores de futebol, sambistas, historiadores, economistas e jornalistas, a série procura desvendar todos os meandros da vida pública e privada de Castor de Andrade.
Araújo procura entender a relação de Castor com os atletas do Bangu Atlético Clube, torcida e moradores do bairro de Bangu, localizado na Zona Oeste da cidade do Rio de Janeiro. Também é mostrado no documentário o respeito que Castor de Andrade detinha por ser patrono da Mocidade Independente de Padre Miguel, bairro limítrofe com Bangu, também na Zona Oeste carioca.
Com toda essa atuação vitoriosa na superfície da sociedade carioca fez com que Castor circulasse bem em diversos ciclos de pessoas influentes, sendo amigo pessoal de personalidades como Boni e Agnaldo Timóteo. Chegou à dar uma entrevista para o humorista Jô Soares, no programa do SBT, Jô Soares Onze e Meia.
Apesar do bom trânsito social na televisão, carnaval e futebol, as contravenções espalharam-se no Rio de Janeiro das décadas de 1960 até a década de 1990.

## Elenco
Participam da série de entrevistados como Boni, Agnaldo Timóteo, Tino Marcos, Denise Frossard, Arturzinho, Domingos Elias Alves Pedra, Aladim Luciano, Ali Kamel, dentre vários outros futebolistas, jornalistas e pessoas da sociedade carioca.

### Streaming
O lançamento pela Globoplay ocorreu no dia 11 de fevereiro.

### Televisão
A produção do documentário foi feita pelo canal esportivo SporTV, vinculado ao grupo Globosat. A estreia foi feita no canal, por meio da "Sessão Globoplay" estreando no dia 21 de fevereiro de 2021.

## Recepção da crítica
Mauricio Stycer, do jornal Folha de S.Paulo, elogia a série, porém acena para a falta de crítica aos poderosos que tiveram complacência com a figura de Castor de Andrade na alta sociedade brasileira, dentre as personalidades da cultura, futebol e política brasileira.
André Luiz Pereira Nunes, do portal carioca Diário do Rio, elogiou a série da Globoplay chamando-a de "mais um golaço do serviço de streaming da Globo".